# Autorité britannique de l'énergie atomique
L'Autorité britannique de l'énergie atomique (en anglais United Kingdom Atomic Energy Authority — UKAEA) est un organisme public non ministériel établi en 1954, dépendant du Département des Affaires, de l'Énergie et des Stratégies industrielles.
Lors de sa création, l'AEA était responsable de l'ensemble du programme nucléaire du Royaume-Uni, tant civil que militaire, ainsi que de la sécurité des sites nucléaires. Son rôle était de développer l'énergie nucléaire (fission) au Royaume-Uni. Cependant, depuis le début des années 1970, ses domaines d'activité ont été progressivement réduits, avec des fonctions transférées à d'autres organisations gouvernementales ainsi qu'au secteur privé.
L'AEA se concentre désormais sur les programmes de recherche portant sur la fusion nucléaire principalement à partir du site de Culham, grâce au Joint European Torus. La recherche vise à développer l'énergie de fusion en tant que source d'énergie commercialement viable et respectueuse de l'environnement pour l'avenir.

## Historique

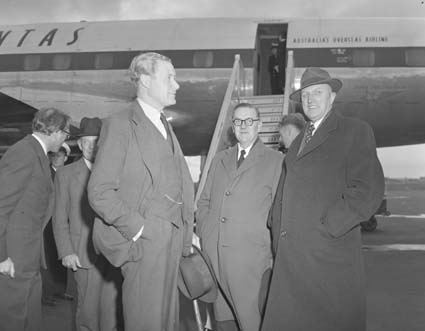
Le Secrétaire d'État à la Défense Duncan Sandys rencontre le ministre australien de la Défense Philip McBride et Howard Beale, ministre australien de l'approvisionnement en août 1957.

De 1941 à 1945, la recherche sur l'énergie atomique au Royaume-Uni est gérée par le Département de la Recherche scientifique et industrielle, qui participe notamment au programme « Tube Alloys ». Puis la responsabilité est donnée au Ministère du Rationnement. En 1952, le Royaume-Uni effectue son premier essai nucléaire (Opération Hurricane) en Australie, suivi par deux autres (Totem 1 et 2) en 1953
L'Atomic Energy Authority a été créée le 19 juillet 1954 selon l'Atomic Energy Authority Act 1954 (en) et lui a donné selon l'article 2 la fonction de « Produire, utiliser et disposer de l'énergie atomique et effectuer des recherches ; de fabriquer ou de produire de toute autre manière des substances radioactives ».
L'AEA a été formée à partir du ministère de l'Approvisionnement et de son département de l'Énergie atomique et a hérité de ses installations et de la plupart de son personnel lors de sa création.
Le premier président était Sir Edwin Plowden (en), avec des membres du conseil d'administration qui dirigeaient les trois divisions principales :
- Groupe industriel : Sir Christopher Hinton
- Groupe de recherche : Sir John Cockcroft
- Groupe d'armes : Sir William Penney

Elle dispose de 1955 a 2005 de l'une des seuls unités de police entièrement armée du Royaume-Uni, le UK Atomic Energy Authority Constabulary (en) protégeant seize sites nucléaires et protégeant le transport de matières nucléaires. Elle est remplacée le 1er avril 2005 par la Civil Nuclear Constabulary (en).

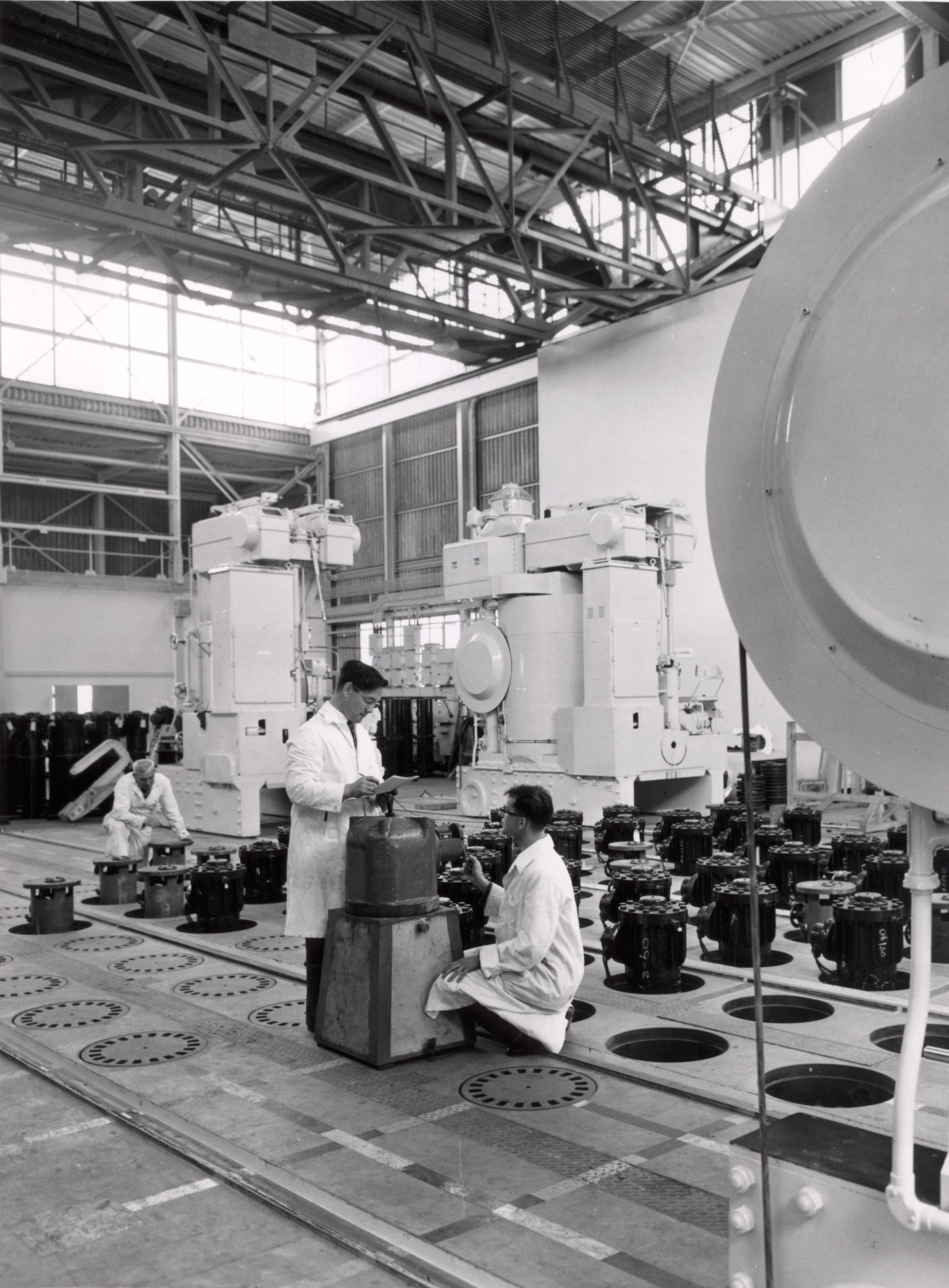
Études au sein de la centrale atomique Calder Hall

L'AEA a hérité de près de 20 000 employés, pour atteindre 41 000 en 1961. La plupart des premières activités de l'Autorité de l'énergie atomique étaient liées au programme d'armes nucléaires du Royaume-Uni et au besoin en plutonium, en uranium hautement enrichi et en matériaux pour la bombe à hydrogène. Entre 1956 et 1958, l'AEA a effectué 18 essais d'armes nucléaires en Australie et dans le Pacifique, et notamment l'Opération Grapple, son programme d'obtention de la bombe H. À partir de 1962, sous l'impulsion de William Penney, l'AEA et sa division AWE organisent dans le cadre de l'accord de défense mutuelle entre les États-Unis et le Royaume-Uni des essais nucléaire souterrains, jusqu'en 1991.
À la suite de l'Atomic Energy Authority Act 1971, l'AEA est scindé en trois entités. Les activités de recherche restent gérées par l'AEA, le Radiochemical Center Ltd (privatisé en 1982 sous le nom d'Amersham plc (en)) reprend l'activité de production de radioisotopes médicaux et industriels et le British Nuclear Fuels (BNFL) reprend les activités de production de combustible nucléaire et de matériel d'armement (ainsi que l'usine de fabrication de Springfields, l'usine d'enrichissement de Capenhurst, l'installation de retraitement du combustible de Windscale et les centrales de production de plutonium de Calder Hall et Chapelcross).
L'Atomic Energy Authority (Weapons Group) Act 1973 transfère la responsabilité de la gestion de la force dissuasion nucléaire du Royaume-Uni, y compris le centre d'Aldermaston, directement au ministère de la Défense.
En 1982, l'AEA a participé à la création de Nirex (en), pour développer et exploiter des installations d'élimination des déchets radioactifs au Royaume-Uni.
L'Atomic Energy Authority Act 1986 a organisé l'AEA en fonds d'échange, l'obligeant à agir et à rendre compte comme s'il s'agissait d'une entreprise commerciale et de s'autofinancer.
L'Autorité a ensuite été divisée à nouveau par l'Atomic Energy Authority Act 1995, les parties les plus commerciales étant transférées à une société publique AEA Technology (en), qui a ensuite été introduite à la Bourse de Londres en 1996. Les installations nucléaires utilisées pour le programme de recherche et développement du Royaume-Uni, qui détenait d'importants passifs de déclassement, ont été conservés. Le rôle de l'AEA est devenu de démanteler les installations nucléaires.

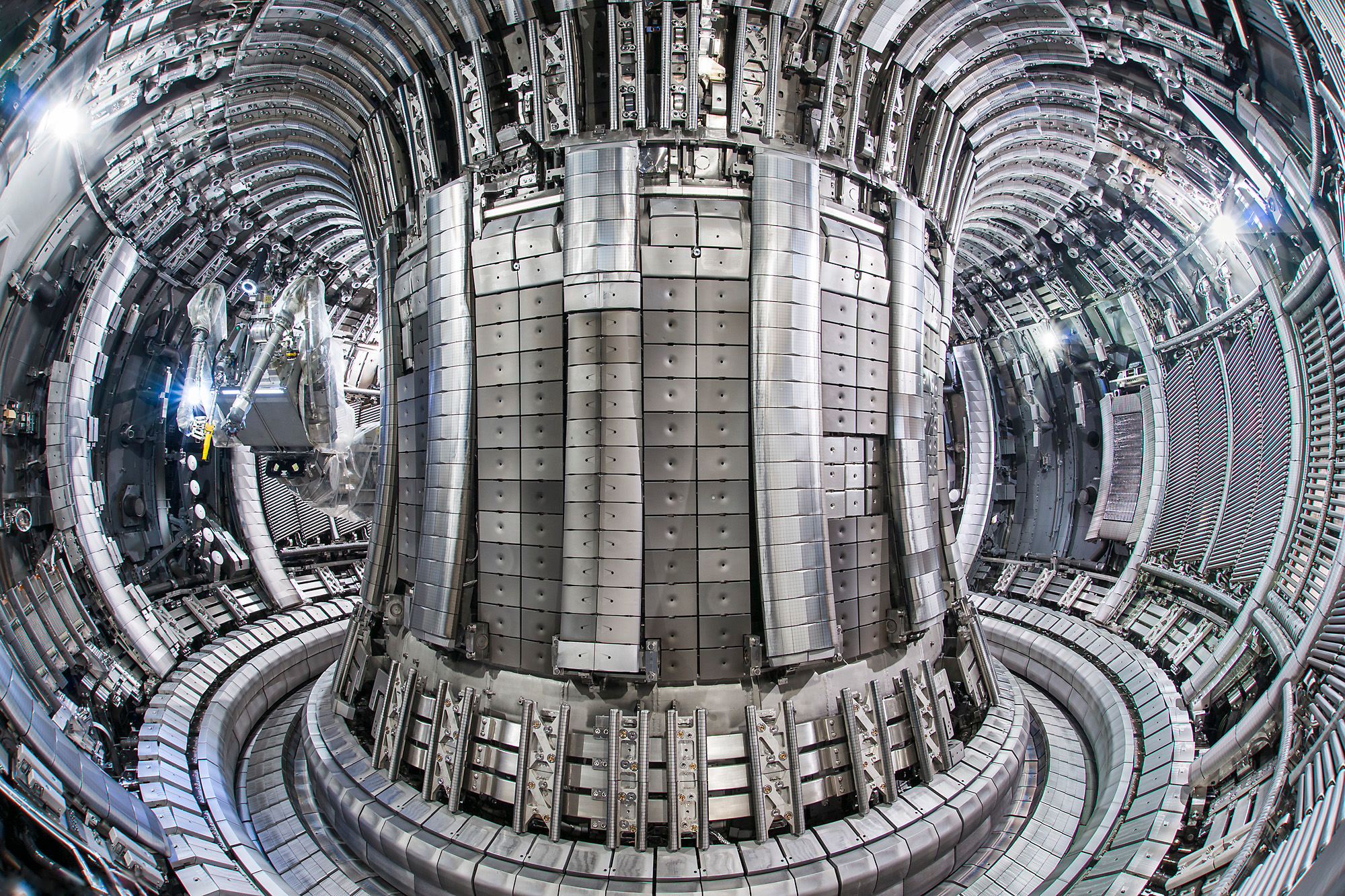
Intérieur du tokamak JET

À la suite de l'Energy Act 2004, le 1er avril 2005, la police nucléaire britannique spécialisée, la UK Atomic Energy Authority Constabulary (en), a été reconstituée sous le nom de Civil Nuclear Constabulary (en). La responsabilité de la force a également été retirée de l'AEA et transférée à l'Civil Nuclear Police Authority (en). La loi de 2004 a également créé la Autorité britannique de démantèlement nucléaire (NDA), qui, le 1er avril 2005, a pris possession et la responsabilités liées à l'assainissement des sites nucléaires britanniques. L'autorité est devenue un entrepreneur pour la NDA pour les travaux de démantèlement à Dounreay, Harwell, Windscale, Winfrith et les installations du Joint European Torus (JET) à Culham.
Le 1er avril 2008, l'Autorité a annoncé une restructuration majeure pour répondre à ses obligations de déclassement avec la NDA. Une nouvelle filiale en propriété exclusive, UKAEA Limited, a été formée avec l'expertise établie de la société existante, pour se concentrer sur la gestion et le conseil en matière de démantèlement nucléaire et de restauration environnementale au Royaume-Uni et sur les marchés internationaux.
Dans le même temps, Dounreay Site Restoration Limited (DSRL) a été formée à partir de l'équipe existante de l'AEA à Dounreay et a été autorisée par le Health and Safety Executive à exploiter le site et à effectuer son déclassement sous la direction de l'AEA. DSRL est devenue une filiale de la United Kingdom Atomic Energy Authority Limited.
Parallèlement à ces changements, le site de Windscale en Cumbrie a été transféré à British Nuclear Group, une société sous contrat avec la NDA. La majorité des employés de l'autorité sur le site ont été transférés à BNG.
Le 2 février 2009, l'autorité a annoncé la prochaine étape de la restructuration. Research Sites Restoration Limited (RSRL) a été formé à partir des équipes existantes de Harwell dans l'Oxfordshire et de Winfrith dans le Dorset et autorisé par le Health and Safety Executive à exploiter ces sites. RSRL a poursuivi les programmes de déclassement pour Harwell et Winfrith au nom de la NDA. RSRL est également devenue une filiale de UKAEA Limited.
En octobre 2009, Babcock International Group a acquis UKAEA Limited, la filiale de nettoyage nucléaire de l'autorité, y compris ses filiales DSRL et RSRL.
En 2009, le Culham Center for Fusion Energy (CCFE) a ouvert en tant que nouveau nom du centre de recherche sur la fusion au Royaume-Uni.
En 2014, l'AEA a annoncé la création d'une nouvelle branche de recherche, en utilisant l'expertise acquise grâce au système de télémanipulation créé pour JET pour former un nouveau centre de robotique connu sous le nom de RACE (Remote Applications in Challenging Environments).
L'AEA a continué d'agrandir ses installations à Culham ces dernières années, avec l'ouverture d'un centre de recherche sur les matériaux en 2016 et la création du centre de formation des apprentis Oxfordshire Advanced Skills.

## Localisation
Localisation des sites de l'UKAEA :
Actuels
- Culham Science Centre (Culham, Oxfordshire)
- Atomic Energy Research Establishment (Harwell, Oxfordshire)
- Advanced Manufacturing Park (en) (Rotherham, Yorkshire)

Anciens
- Atomic Weapons Establishment (Aldermaston, Berkshire) (1954-1971)
- Capenhurst (près de Chester)
- Chapelcross (Dumfries and Galloway)
- Culcheth (près de Warrington)
- Daresbury Laboratory (en) (Daresbury, Cheshire)
- Dounreay, Caithness
- Windscale
- Risley (près de Warrington, Cheshire)
- Springfields (Lancashire)
- Winfrith (Dorset)